# Unbreakable (Scorpions)
Unbreakable è un album del gruppo musicale hard rock Scorpions, pubblicato nel 2004.

## Tracce
1. New Generation – 5:51
2. Love 'em or Leave 'em – 4:04
3. Deep And Dark – 3:39
4. Borderline – 4:53
5. Blood Too Hot – 4:16
6. Maybe I Maybe You – 3:32
7. Someday Is Now – 3:25
8. My City My Town – 4:55
9. Through My Eyes – 5:23
10. Can You Feel It – 3:49
11. This Time – 3:36
12. She Said – 4:42
13. Remember The Good Times (Retro Garage Mix) – 4:24

## Bonus Track (Giappone)
1. Dreamers
2. Too Far

## Formazione
- Klaus Meine - voce
- Rudolf Schenker - chitarra
- Matthias Jabs - chitarra
- Paweł Mąciwoda - basso
- James Kottak - batteria

## Classifiche
| Classifica (2004) | Posizione massima |
| ----------------- | ----------------- |
| Austria           | 30                |
| Belgio (Vallonia) | 74                |
| Canada            | 40                |
| Finlandia         | 15                |
| Francia           | 42                |
| Germania          | 4                 |
| Giappone          | 41                |
| Italia            | 62                |
| Polonia           | 32                |
| Svezia            | 14                |
| Svizzera          | 19                |